# Hans Lang (Maler)
Hans Lang (* 2. Mai 1898 in Landegg im heutigen niederösterreichischen Bezirk Baden; † 16. Dezember 1971 in der Tiroler Landeshauptstadt Innsbruck) war ein österreichischer Maler, Grafiker, Mediziner und Publizist.
Sein aus Pergament- und Ölgemälden, Grafiken, Radierungen, Holzschnitten, Aquarellen und Zeichnungen aus fünf Jahrzehnten bestehendes künstlerisches Werk ist vielfältig und umfangreich. Hans Lang studierte neben Bildenden Künsten auch Botanik, Zoologie sowie Medizin. Durch seine Studien verfügte er über ein fundiertes Grundlagenwissen in Zoologie, Physiologie und Anatomie. Dieses setzte er in seinen realistisch detailpräzisen Malereien und Grafiken um. Kunst und Wissenschaft als veritable Lebensinteressen Hans Langs durchziehen sein umfangreiches Werk.
Als umfassend sind in heutigen Kategorien auch Langs Leistungen in der Wissenschaftsvermittlung bezeichenbar. Er ist Erfinder des ersten umfassenden Jugendlexikons im gesamten deutschen Sprachraum. Seine „Wissenskiste“ ist ein Vorläufer heutiger Nachschlagewerke, die Jugendliche als Zielgruppe adressieren. Weiters illustrierte und textierte Lang Beiträge für eine ganze Reihe wissenschaftlicher Lexika sowie Sachbücher, unter anderem den Brockhaus. Kunst- sowie auch wissenschafts- und zeithistorisch werden sein Gesamtwerk und sein Nachlass vier Jahrzehnte nach seinem Tod in ersten Anfängen erschlossen.

## Leben
Hans Lang wurde 1898 als einziges Kind von Marie und Hans Lang in Landegg im heutigen niederösterreichischen Bezirk Baden geboren. Getauft wurde er auf den Namen Johann Baptist Josef Lang. Selbst nannte er sich stets Hans Lang. Seine Mutter Marie (geb. Hackstock) stammte aus einer Gutsbesitzersfamilie im damals noch zu Ungarn gehörenden Kishöflaný. Diese burgenländische Gemeinde ist heute ein Ortsteil der Landeshauptstadt Eisenstadt. Sein Vater Hans war Gastwirt in Landegg. Als Einzelkind dieser wohlhabenden Familie wuchs Hans Lang junior in einem kunst- und wissenschaftsaffinen Umfeld auf.
Er besuchte das Gymnasium Wiener Neustadt. Der bekannte österreichische Altphilologe, der spätere Universitätsprofessor und Liber-Latinus-Autor, Mauriz Schuster (1879–1952) war dort sein Lateinlehrer. Dieser erkannte und förderte die künstlerischen und naturwissenschaftlichen Talente seines Schülers. Daraus entwickelte sich eine Lebensfreundschaft. Ende 1916 zog Lang von Landegg mit seiner Mutter nach Baden bei Wien. Marie Lang hatte sich von ihrem Mann getrennt und dort ein Haus gekauft. Zum Ersten Weltkrieg meldete sich Lang kurz darauf als Einjährig-Freiwilliger, noch bevor er das Gymnasium in Wiener Neustadt abgeschlossen hatte. Er absolvierte an der Theresianischen Militärakademie eine Kriegsmatura. Im Ersten Weltkrieg war er in Russland und Italien eingesetzt. Die Gräuel des Grabenkrieges hielt er durch Bleistift- und Federzeichnungen sowie durch Aquarelle in einem „Weltkriegs-Skizzenbuch“ fest. Während des Kriegseinsatzes in Italien infizierte er sich wie zahlreiche Leidensgenossen mit Malaria. Unter heftigen Schüttelfrost- und Fieberschüben musste er an der Isonzofront von einem Berg heruntergetragen werden und wurde in ein Krankenhaus in Österreich transportiert. Währenddessen erreichte seinen Vater im weit entfernten Landegg eine Todesnachricht. Hans Lang senior erschoss sich aus Verzweiflung, ohne zu wissen, dass sein einziges Kind inzwischen lebend in Kitzbühel in Tirol in ein Lazarett gelangt war.
Nach seiner Heimkehr aus dem Ersten Weltkrieg lebte Lang wieder bei seiner Mutter in Baden. Das Familienleben war jedoch weiterhin von Konflikten zwischen der materiell orientierten Mutter und dem freigeistigen Sohn geprägt. Er wandte sich der Kunst erneut intensiver zu. Lang bestand die Aufnahmeprüfung an der Akademie der bildenden Künste Wien mit Auszeichnung. Dieses Studium trat er jedoch nicht an. Seine Mutter hielt ein Künstlerleben für zu unsicher. Lang studierte daher zunächst an der Universität Wien Biologie und Philosophie. Nach wenigen Semestern wechselte er zum Medizin-Studium. Er promovierte am 27. Juni 1924. Parallel zum Medizin-Studium setzte er auch seine künstlerische Ausbildung fort. Intensiv studierte er technische und kunstgeschichtliche Grundlagen. Hier lag sein Fokus auf seinen großen Vorbildern: Albrecht Dürer, Leonardo da Vinci und Hans Holbein d. J. Die persönlichen Aufzeichnungen aus diesem Zeitraum gingen verloren. Lang erzählte jedoch häufig, er habe beim österreichisch-süddeutschen Maler, Grafiker und Buchillustrator Maximilian Liebenwein Privatunterricht genommen. Außerdem erwähnte er mehrfach seine gründlichen Studien an der Münchner Kunstakademie in der Meisterklasse von Franz Stuck sowie auch an der Wiener Kunstakademie in der Meisterklasse von Rudolf Jettmar und Karl Sterrer.
Er versuchte ab seiner Heirat im Jahr 1923 intensiver, vom Verkauf seiner künstlerischen Arbeiten zu leben. Seine wohlhabende Mutter unterstützte ihn seit seiner Heirat mit der Badenerin Olga Siegmann (* 9. April 1902 in Wien; † 19. Juni 1983 in Innsbruck) finanziell nicht mehr. Das junge Paar zog ins Haus von Olga Siegmanns Großmutter in Baden, der verwitweten Martha Fülöp, ein. Dort hatte auch die Tante von Olga Siegmann, die bereits damals bekannte Malerin Elisabeth Weber-Fülöp (* 1883 in Budapest; † 1965 in Duxbury, Massachusetts) ihr Atelier. Dieses neue Umfeld gab Hans Langs künstlerischer Entwicklung wesentliche Impulse. Beide Künstler hatten unter anderem ihre kritische Position zur Moderne gemeinsam. Bereits wenige Jahre später, 1927 und 1928, beteiligte sich Lang an einer Ausstellung des Badener Kunstvereines. Sein über Jahrzehnte vielfältiges Schaffen als Künstler und seine Arbeit für eine ganze Palette an fach- und populärwissenschaftlichen Publikationen der damals arriviertesten Verlage im deutsch- und englischsprachigen Raum begann. Unter anderem beim medizinischen Fachverlag Urban & Schwarzenberg zeichnete Lang für eine ganze Reihe an fachwissenschaftlichen Illustrationen verantwortlich.

## Werk
Heute ist ein Teil des Nachlasses von Hans Lang im Besitz des städtischen Rollettmuseums im niederösterreichischen Baden. Weitere Originalwerke befinden sich in kleineren privaten Sammlungen. Der Verbleib einer Vielzahl an Bildern ist ungeklärt. Im Besitz der Wiener Albertina, einer der weltweit größten und bedeutendsten grafischen Sammlung, befindet sich das Aquarell „Toter Vogel“ aus dem Jahr 1924. Nach bisherigem Forschungsstand stammen die frühesten datierten Werke Langs aus dem Jahr 1923. Wesentliche Charakteristika des Frühwerks des damals 25-Jährigen durchziehen sein Schaffen während der folgenden rund 50 Jahre bis zu seinem Tod 1971 in Innsbruck.
Hans Lang bevorzugte Pergament als Malgrund. Seine Grafiken, Malereien und Aquarelle sind mit äußerster Detailgenauigkeit realistisch nach ihren natürlichen Vorbildern gearbeitet. Er hatte eine Passion für Motive aus Flora und Fauna sowie für Märchen-Motive. Dies hatte auch damit zu tun, dass sich diese Werke gut verkaufen ließen. 1923/1924 veröffentlichte Lang seine ersten Käfer- und Wiesenradierungen, die von Beginn an sehr beliebt waren. Zwar tragen in seinen Käfer- und Wiesenradierungen die Insekten mitunter Kleidung aus dem Menschenreich und müssen daher aufrecht spazieren, ihr Körperbau, ihre Flügel und Fühler sind aber bis ins Detail realistisch gearbeitet. In seinem grafischen Schaffen orientierte sich Lang an den großen Künstlern der Renaissance. Dies zeigt sich unter anderem daran, dass er 1925 einen Feldhasen auf Pergament malte, der in Qualität und Ausführung rund vierhundert Jahre später neben das berühmte Vorbild Dürers tritt.
Lang setzte weiters eine Reihe religiöser sowie mythologischer Motive um, darunter 1926 eine unkonventionell gestaltete Pietà oder 1927 die Circe. Auch diese Schaffensebene zeigt, wie sehr sich der Künstler abseits der damals arrivierten, künstlerischen Strömungen, wie Futurismus und Kubismus, verortete, zugleich aber z. B. mit dem großformatigen Ölbild der Circe Affinitäten zum Symbolismus zeigte. 1927 war für Lang ein Jahr des Durchbruches. Erstmals präsentierte er der Öffentlichkeit bei einer Ausstellung im Badener Kunstverein einen Querschnitt durch sein Schaffen. Auch im Folgejahr stellte er dort aus. Immer häufiger wurde er als Autor und Illustrator in Kunstzeitschriften beauftragt, arbeitete für gut zwei Dutzend bekannte, meist deutsche Verlage und vermarktete sich selbst sehr gewandt.
1928 wurde seine Tochter Lene geboren. Trotz Langs extensiven Schaffenspensums hatte die junge Familie immer wieder mit finanziellen Problemen zu kämpfen. Aufgrund der zunehmenden, politischen Spannungen erfolgte die Bezahlung seiner Arbeiten von den deutschen Verlagen erheblich zeitverzögert. Erst als Ende 1936 Hans Langs Mutter Marie starb und ihn entgegen ihren Ankündigungen doch nicht enterbt hatte, konnte die junge Familie ohne gröbere, finanzielle Turbulenzen überleben.
Lang arbeitete unter anderem für den Brockhaus und war im zehnbändigen Propyläenlexikon für nahezu sämtliche Texte und Illustrationen der Fachbereiche Zoologie, Botanik sowie Medizin im Kontext von Pflanzen- und Tierkrankheiten verantwortlich. Weiters illustrierte er zahlreiche Kinderbücher, darunter 1934 „Die Schneckenpost“, die für damalige Zeiten mit mehreren zehntausend Stück Auflage ein Top-Bestseller war. Zwei Jahre später ging mit der „Wissenskiste. Ein Jugendlexikon von A – Z. 4200 Stichworte mit 800 Abbildungen, 68 Tafeln und Karten und 10 Kartendeckblättern“ eine für damalige Zeiten absolute Novität am Buchmarkt in Druck. Bei diesem ersten Jugendlexikon, das im Voigtländer-Verlag erschien, steuerte Lang sämtliche Abbildungen und Textbeiträge bei. Korrekt als Autor genannt wurde er allerdings erst in der zweiten Auflage.
Lang nahm in den Folgejahren seine künstlerische Karriere als stagnierend wahr und empfand eine gewaltige Frustration über die Situation von Kunst und Gesellschaft in Österreich. Rudolf Maurer schreibt dazu „Wir müssen bedrückt zur Kenntnis nehmen, wie ihn das wirtschaftliche und politische Klima der 1. Republik und des Ständestaates immer mehr frustriert und schließlich zu brieflichen Äußerungen führt, die eines 1968ers würdiger scheinen als eines bürgerlichen Familienvaters der 1930er Jahre. Als geradezu logische Folge wirft er sich dem Nationalsozialismus in die Arme und bringt es bis zum Ratsherrn – nur um festzustellen, dass er in der Politik als Aushängeschild missbraucht wird, während in der künstlerischen Umgebung ein ärgerer Muff herrscht als vorher. Und dann bricht gar noch der verhasste Krieg aus! Die entsprechenden Äußerungen führen ihn vor ein Parteigericht. Nach der dramatischen Flucht der Familie und harten Monaten in einem französischen Gefangenenlager mit anschließendem, wieder Monate langem Spitalsaufenthalt schafft der älter und krank Gewordene für sich und seine Familie in Innsbruck eine neue Existenz.“
Noch in seiner Badener Zeit wurde Lang lediglich ein einziges Mal, 1942, zu einer Ausstellung eingeladen. Zwischen 1938 und 1945 erschien keine einzige Besprechung über sein Werk. Bereits während des Krieges ging es ihm gesundheitlich nicht gut und seine Verfassung verschlechterte sich in den Jahren danach stetig. Das Haus der Familie in Baden fiel in die Hände der sowjetischen Besatzungsmacht. Lang verlor die meisten Werke, vor allem die Platten seiner Radierungen verschwanden spurlos. Seine Frau, seine Schwiegermutter und seine kleine Tochter flüchteten inzwischen über Linz zu Verwandten ins Tiroler Zillertal. Erst ab Beginn der 1950er Jahre gelang es Lang, trotz großer gesundheitlicher Probleme, seiner Familie in Innsbruck eine neue Existenz zu schaffen. 1955 gründete er einen Eigenverlag namens „LHL“ (Lene und Hans Lang). Seine 27-jährige Tochter Lene, die inzwischen an der Universität Innsbruck Kunstgeschichte studiert hatte, fungierte dabei als Verlegerin. Der Verlag produzierte nach den künstlerischen Vorlagen von Hans Lang vorwiegend Kunstkarten und Kunstkalender. Dies warf gerade soviel ab, dass die Familie über ein Grundeinkommen verfügte. Hinzu kamen immer wieder Einzelaufträge für Werbegrafik und Design sowie wiederum Illustrationen für wissenschaftliche Fachpublikationen renommierter Verlage. Lang war fast bis zu seinem Tod künstlerisch und wissenschaftlich unermüdlich tätig. Das letzte fachmedizinische Werk, das er illustrierte – der Atlas „Gynäkologisch-operative Anatomie“ (Verlag Walter de Gruyter, Berlin/New York) –, erschien posthum 1972. Lang starb 1971 an einer infektiösen Lungenentzündung in Innsbruck. Ein Jahr zuvor erlebte er noch eine besondere Ehrung. Das Burgenland, die Heimat seiner Mutter, widmete ihm 1970 eine Kollektivausstellung in Bad Tatzmannsdorf. Im Rahmen einiger, weniger, bislang posthumer Ausstellungen zeigten zuletzt 1988 die „Kleine Galerie“ in Innsbruck zum 90. Geburtstag des Künstlers die Ausstellung „Hans Lang 1898–1971“ sowie 2011 das Rolletmuseum Baden anlässlich des 40. Todestages des Künstlers die Sonderausstellung „Käfer, Körper, Kinderbücher“.